# Arthur Gore (1er baronnet)
Arthur Gore, 1er baronnet (c. 1640 – 20 décembre 1697) est un soldat et homme politique irlandais.

## Biographie
Arthur Gore est le deuxième fils de Paul Gore (1er baronnet) et de son épouse Isabella Wycliffe, fille de Francis Wycliffe. En 1656, il est haut-shérif de Mayo et également haut-shérif du comté de Galway. Il est nommé constable de Fort Falkland à vie en août 1660 et en décembre de la même année, il est devenu commandant d’une compagnie d'infanterie. Il est entré à la Chambre des communes irlandaise en 1661 et représente Mayo jusqu'en 1666. Le 10 avril 1662, il est créé baronnet de Newtown, dans le comté de Mayo. Il est shérif de Mayo à nouveau en 1670 et est nommé shérif de Leitrim en 1677.

## Famille
Il épouse Eleanor St George, fille de George St George (chevalier de Carrickdrumrusk). Ils ont sept filles et quatre fils. Il est mort en 1697 et est enterré à la cathédrale de St Muredach, Ballina. Sa femme lui a survécu jusqu'en 1713. Son fils aîné, Paul, étant décédé en 1689, il est remplacé comme baronnet par son fils, Arthur. Son troisième fils, William, siège comme député au Parlement pour Leitrim et son quatrième fils, George Gore (juge) (en), est procureur général de l'Irlande et juge à la Court of Common Pleas (Irlande).  
Sa fille Anne épouse le colonel John French de Frenchpark, surnommé An Tiarna Mór (le Grand Seigneur). Ils sont les arrière-grands-parents d'Arthur French (1er baron de Freyne). Lettice épouse William Caulfeild et Eleanor épouse Edward Wingfield et est la mère de Richard Wingfield (1er vicomte Powerscourt).